# Trompe le Monde
Trompe le Monde è il quarto album della band statunitense Pixies.
Pubblicato il 23 settembre 1991 dall'etichetta indipendente 4AD nel Regno Unito e dalla Elektra Records negli Stati Uniti l'album raggiunse la posizione numero 7 nella Official Albums Chart e la numero 92 nella classifica americana Billboard 200.

## Realizzazione
Interamente scritto da Black Francis e prodotto da Gil Norton, l'album di commiato della band bostoniana venne registrato a gruppo oramai sciolto (l'annuncio venne dato durante una data del tour inglese dalla bassista Kim Deal) e musicalmente vede un ritorno al suono abrasivo dei primi lavori, ma senza lo smalto e l'originalità contenuta in quei dischi.
Il titolo dell'album, Trompe le Monde, è un gioco di parole dalla frase francese Trompe-l'œil, una tecnica pittorica che induce nell'osservatore l'illusione di osservare oggetti reali e tridimensionali in realtà dipinti su una superficie bidimensionale.
Due singoli vennero estratti dal disco: Letter to Memphis e la cover di Head On dei Jesus and Mary Chain, che raggiunsero entrambe la posizione numero 6 della Modern Rock Tracks, la classifica musicale statunitense contenuta nella rivista Billboard.

## Tracce
Autore di tutti i testi e delle musiche è Black Francis, eccetto Head On scritta da Jim e William Reid.
1. Trompe le Monde – 1:48
2. Planet of Sound – 2:06
3. Alec Eiffel – 2:50
4. The Sad Punk – 3:00
5. Head On – 2:13
6. U-Mass – 3:01
7. Palace of the Brine – 1:34
8. Letter to Memphis – 2:39
9. Bird Dream of the Olympus Mons – 2:48
10. Space (I Believe In) – 4:18
11. Subbacultcha – 2:09
12. Distance Equals Rate Times Time – 1:24
13. Lovely Day – 2:05
14. Motorway to Roswell – 4:43
15. The Navajo Know – 2:20

## Formazione
- Black Francis: voce, chitarre
- Kim Deal: basso, cori
- Joey Santiago: chitarra
- David Lovering: batteria, cori